# Fedor Lubartowicz
Fedor Lubartowicz (rok ur. nieznany, zm. w 1431) – książę wołyński, syn księcia Lubarta.
Po śmierci ojca wielkiego księcia Dymitra-Lubarta w 1383 odziedziczył ziemię wołyńską i włodzimierską. W 1386 Władysław Jagiełło odebrał mu część jego księstwa z Łuckiem i ograniczył jego książęcą władzę, usuwając spod niej księcia Fedora Ostrozkiego. 22 maja 1386 roku jako książę łucki złożył hołd homagialny królowi Władysławowi II Jagielle, królowej Jadwidze Andegaweńskiej i Koronie Królestwa Polskiego.
23 maja 1393 roku jako książę siewierski złożył hołd homagialny królowi Władysławowi II Jagielle, królowej Jadwidze Andegaweńskiej i Koronie Królestwa Polskiego. W 1393 Jagiełło ostatecznie odebrał mu dziedziczne ziemie, przydzielił natomiast Ziemię Siewierską, której on nie zdecydował się objąć, i wyjechał do Królestwa Węgierskiego. Powrócił około 1400 i otrzymał we władanie Żydaczów (który wcześniej należał do Fedora Olgierdowicza), a w 1431 – Włodzimierz.
Posiadał też zamek w Koropcu (zdaniem Łeontija Wojtowycza, chodzi o Koropiec na brzegu Dniestra). Miał m.in. syna Andruszka (zm. ok. 1438), księcia (właściciela) Koropca.